# NCAA Division I Tennis Championships 2007
Bei den NCAA Division I Tennis Championships in Athens, Georgia wurden im Mai 2007 die Meister im US-amerikanischen College Tennis ermittelt. Gespielt wurde im Dan Magill Tennis Complex, welcher zum Gelände der University of Georgia gehört.

## Herrenmannschaftsmeisterschaften

### Setzliste
| Nr. | Spieler        | Erreichte Runde |
| --- | -------------- | --------------- |
| 01. | Georgia        | Sieg            |
| 02. | Ohio State     | Viertelfinale   |
| 03. | Baylor         | Halbfinale      |
| 04. | Virginia       | Halbfinale      |
| 05. | Notre Dame     | Achtelfinale    |
| 06. | No Carolina St | Viertelfinale   |
| 07. | Mississippi    | Achtelfinale    |
| 08. | Oklahoma State | Achtelfinale    |

| Nr. | Spieler       | Erreichte Runde |
| --- | ------------- | --------------- |
| 09. | UCLA          | Viertelfinale   |
| 10. | Illinois      | Finale          |
| 11. | Texas         | Achtelfinale    |
| 12. | USC           | Viertelfinale   |
| 13. | Wake Forest   | Achtelfinale    |
| 14. | Duke          | 2. Runde        |
| 15. | LSU           | Achtelfinale    |
| 16. | Florida State | 2. Runde        |

## Herreneinzel

### Setzliste
| Nr. | Spieler            | Erreichte Runde |
| --- | ------------------ | --------------- |
| 1.  | John Isner         | Finale          |
| 2.  | Somdev Devvarman   | Sieg            |
| 3.  | Jesse Levine       | Viertelfinale   |
| 4.  | Kevin Anderson     | Halbfinale      |
| 5.  | Steven Moneke      | Viertelfinale   |
| 6.  | Arnau Brugués Davi | Viertelfinale   |
| 7.  | Stephen Bass       | 2. Runde        |
| 8.  | Luigi D’Agord      | Viertelfinale   |

| Nr.    | Spieler            | Erreichte Runde |
| ------ | ------------------ | --------------- |
| 9.–16. | Andre Begemann     | Achtelfinale    |
| 9.–16. | Luis-Manuel Flores | Achtelfinale    |
| 9.–16. | Travis Helgeson    | Achtelfinale    |
| 9.–16. | Adam Holmstrom     | 1. Runde        |
| 9.–16. | Todd Paul          | 1. Runde        |
| 9.–16. | Lars Pörschke      | 1. Runde        |
| 9.–16. | Luke Shields       | 2. Runde        |
| 9.–16. | Erling Tveit       | 2. Runde        |

## Herrendoppel

### Setzliste
| Nr. | Paarung                       | Erreichte Runde |
| --- | ----------------------------- | --------------- |
| 1.  | John Isner Luis-Manuel Flores | Viertelfinale   |
| 2.  | Treat Huey Somdev Devvarman   | Halbfinale      |
| 3.  | Jesse Levine Greg Ouelette    | Viertelfinale   |
| 4.  | Danny Bryan Colt Gaston       | Viertelfinale   |

| Nr.   | Paarung                       | Erreichte Runde |
| ----- | ----------------------------- | --------------- |
| 5.–8. | Mariusz Adamski Todd Paul     | Halbfinale      |
| 5.–8. | Kevin Anderson Ryan Rowe      | Finale          |
| 5.–8. | Marco Born Andreas Siljeström | Sieg            |
| 5.–8. | Josh Cohen Luigi D’Agord      | Achtelfinale    |

## Damenmannschaftsmeisterschaften
| Nr. | Spieler      | Erreichte Runde |
| --- | ------------ | --------------- |
| 01. | Stanford     | Halbfinale      |
| 02. | Georgia      | Halbfinale      |
| 03. | Georgia Tech | Sieg            |
| 04. | Florida      | Viertelfinale   |
| 05. | Northwestern | Achtelfinale    |
| 06. | Notre Dame   | Viertelfinale   |
| 07. | Clemson      | Achtelfinale    |
| 08. | USC          | Achtelfinale    |

| Nr. | Spieler        | Erreichte Runde |
| --- | -------------- | --------------- |
| 09. | Miami (FL)     | Viertelfinale   |
| 10. | California     | Achtelfinale    |
| 11. | North Carolina | Achtelfinale    |
| 12. | UCLA           | Finale          |
| 13. | Baylor         | Achtelfinale    |
| 14. | Fresno State   | Achtelfinale    |
| 15. | William & Mary | Achtelfinale    |
| 16. | Vanderbilt     | Achtelfinale    |

## Dameneinzel
| Nr. | Spieler            | Erreichte Runde |
| --- | ------------------ | --------------- |
| 1.  | Audra Cohen        | Sieg            |
| 2.  | Megan Falcon       | Halbfinale      |
| 3.  | Mélanie Gloria     | Achtelfinale    |
| 4.  | Lindsey Nelson     | Finale          |
| 5.  | Zsuzsanna Babos    | 2. Runde        |
| 6.  | Kristi Miller      | Viertelfinale   |
| 7.  | Natalie Frazier    | Viertelfinale   |
| 8.  | Megan Moulton-Levy | 2. Runde        |

| Nr.    | Spieler         | Erreichte Runde |
| ------ | --------------- | --------------- |
| 9.–16. | Fani Chifchieva | 2. Runde        |
| 9.–16. | Celia Durkin    | Achtelfinale    |
| 9.–16. | Sarah Fansler   | 1. Runde        |
| 9.–16. | Zsuzsanna Fodor | Achtelfinale    |
| 9.–16. | Teresa Logar    | Achtelfinale    |
| 9.–16. | Jenna Long      | 1. Runde        |
| 9.–16. | Georgia Rose    | Achtelfinale    |
| 9.–16. | Riza Zalameda   | 1. Runde        |

## Damendoppel
| Nr. | Paarung                             | Erreichte Runde |
| --- | ----------------------------------- | --------------- |
| 1.  | Megan Moulton-Levy Katarina Zoricic | Finale          |
| 2.  | Sara Anundsen Jenna Long            | Sieg            |
| 3.  | Whitney McCray Kristi Miller        | 1. Runde        |
| 4.  | Ana Cetnik Anna Sydorska            | Halbfinale      |

| Nr.   | Paarung                         | Erreichte Runde |
| ----- | ------------------------------- | --------------- |
| 5.–8. | Zsuzsanna Babos Zsuzsanna Fodor | Achtelfinale    |
| 5.–8. | Kim Coventry Joelle Schwenk     | 1. Runde        |
| 5.–8. | Amanda Fish Amanda Taylor       | Viertelfinale   |
| 5.–8. | Yvette Hyndman Darya Ivanov     | 1. Runde        |